# Glycopyrroniumbromid
Glycopyrroniumbromid ist ein Arzneistoff aus der Gruppe der Parasympatholytika. Das Kation der Substanz wird als Glycopyrronium (nach INN) oder auch Glycopyrrolat (nach USAN) bezeichnet.

## Klinische Angaben

### Anwendungsgebiete (Indikationen)
- Sekretminderung (z. B. bei Sialorrhoe, terminaler Rasselatmung).[3]
- Darmkolik, inoperable Darmobstruktion.[3]
- Vor Operationen zur Herabsetzung des Speichelflusses, der Sekretion des Pharynx, in der Trachea und im Bronchialsystem
- Reduzierung der Magensaftmenge und der freien Säure.
- Blockade des Bradykardie-auslösenden Vagus-Reflexes während der Narkoseeinleitung und Intubation.
- Zum Schutz vor Nebenwirkungen der Parasympathomimetika (Bronchospasmus, Bradykardie und übermäßige Peristaltik), die zur Aufhebung der neuromuskulären Blockade nicht depolarisierender Muskelrelaxantien gegeben werden.
- Inhalativ zur Behandlung der chronisch obstruktiven Lungenerkrankung.
- Topische Behandlung der primären Hyperhidrose (in Form von Cremes, Gele oder Lösungen)[4]

#### Neues Anwendungsgebiet primäre Hyperhidrose
Seit dem 1. August 2022 ist Glycopyrroniumbromid  zur Behandlung der schweren axillären primären Hyperhidrose in Deutschland zugelassen. Die topischen Präparate werden auf die betroffenen Körperstellen, also insbesondere die Achselhöhlen, aber auch auf Handflächen oder Füße aufgetragen.

### Unerwünschte Wirkungen (Nebenwirkungen)
Zu den peripheren anticholinergen Wirkungen gehören insbesondere Obstipation, verringertes Schwitzen, Trockenheit von Mund, Nase und Rachen, trockene Haut und Kopfschmerzen. An der Applikationsstelle kann eine Reizung bzw. Entzündung auftreten.

### Gegenanzeigen
Glycopyrroniumbromid sollte nicht von Personen verwendet werden, die überempfindlich auf den Wirkstoff oder andere Bestandteile des verwendeten Arzneimittels reagieren. Schwangere Frauen und stillende Mütter sollten vor der Anwendung von Glycopyrroniumbromid Rücksprache mit ihrem Arzt halten.
Weitere Gegenanzeigen sind:
- Glaukom

- Myasthenia gravis
- Sjögren-Syndrom
- Harnverhalt
- Darmverschluss

## Pharmakologische Eigenschaften

### Wirkungsmechanismus (Pharmakodynamik)
Glycopyrroniumbromid hemmt kompetitiv die Effekte von Acetylcholin an muskarinartigen cholinergen Neuronen. Es handelt sich also um einen kompetitiven Antagonismus an muskarinartigen Rezeptoren (M-Cholinorezeptoren). Solche peripheren cholinergen Rezeptoren befinden sich in den autonomen Effektorzellen der glatten Muskulatur, des Herzmuskels, dem Sinusknoten, dem Atrioventrikularknoten, den exokrinen Drüsen (z. B. den Schweißdrüsen) und in beschränkten Maß auch in den autonomen Ganglien.
Im Pharynx, in der Trachea und in den Bronchien wird eine übermäßige Sekretproduktion eingeschränkt. Die Muskarinrezeptoren in den Speicheldrüsen sprechen stark auf Anticholinergika an. Eine Hemmung der Speichelsekretion tritt schon bei einer Dosierung ein, bei der andere unerwünschte anticholinerge Wirkungen nicht auftreten, d. h., die Wahrscheinlichkeit für das Auftreten von Nebenwirkungen bei dieser Indikation ist geringer. Eine Reduktion des erhöhten Speichelflusses führt häufig zu einer Verbesserung der Sprechfähigkeit. Auch die Schweißdrüsen reagieren empfindlich auf den Wirkstoff, sodass eine übermäßige Schweißproduktion gehemmt wird.

### Aufnahme und Verteilung im Körper (Pharmakokinetik)
Glycopyrronium ist ein synthetisches, ionisiertes (geringe Fettlöslichkeit), quartäres Ammonium-Anticholinergikum, welches Zellmembranen schlecht passiert. Entsprechend schwer penetriert Glycopyrroniumbromid in das ZNS oder in das Augengewebe. Nebenwirkungen wie Sedierung oder Delir finden sich dadurch selten (Blut-Hirn-Schranke).
Die orale Resorption ist schlecht, das Potenzverhältnis von i.-v.-Injektion zu oral beträgt etwa 35:1. Dennoch führen 200–400 µg Glycopyrronium p. o. dreimal täglich zu Plasma-Konzentrationen, die die Speichelsekretion bis zu 7 h lang hemmen.
Intravenös verabreicht, ist Glycopyrronium zur Sekretionshemmung zwei- bis fünfmal potenter als Scopolaminhydrobromid. Daher kann es auch bei einigen Patienten, die auf Scopolamin nicht ansprechen, zur Sekretionshemmung führen. Die Wirksamkeit von Scopolaminhydrobromid, Butylscopolaminbromid und Glycopyrronium als sekretionshemmende Mittel ist jedoch im Allgemeinen vergleichbar. Eine terminale Rasselatmung wird bei einem Drittel bis der Hälfte der Patienten gebessert. Die optimale parenterale Einzeldosis beträgt 200 µg. Im Vergleich zu Scopolaminhydrobromid verläuft der Wirkungseintritt von Glycopyrronium langsamer. Es hat aufgrund seiner geringeren Affinität zu Muskarinrezeptoren Typ 2 weniger kardiale Nebenwirkungen. Obwohl in Standarddosierungen zwar Augeninnendruck oder Pupillengröße durch Glycopyrronium nicht verändert werden, kann es ein Engwinkelglaukom begünstigen. Die Elimination erfolgt über die Nieren. Daher sind bei niereninsuffizienten Patienten bereits geringere Dosierungen wirksam.

## Präparate
- Monopräparat zur Injektion: Robinul
- Monopräparat zur Inhalation: Seebri (Breezhaler)
- Kombinationspräparat mit Indacaterol zur Inhalation: Ultibro
- Kombinationspräparat mit Beclometason und  Formoterol zur Inhalation: Trimbow
- Topisches Präparat: Axhidrox